# 早竹虎吉

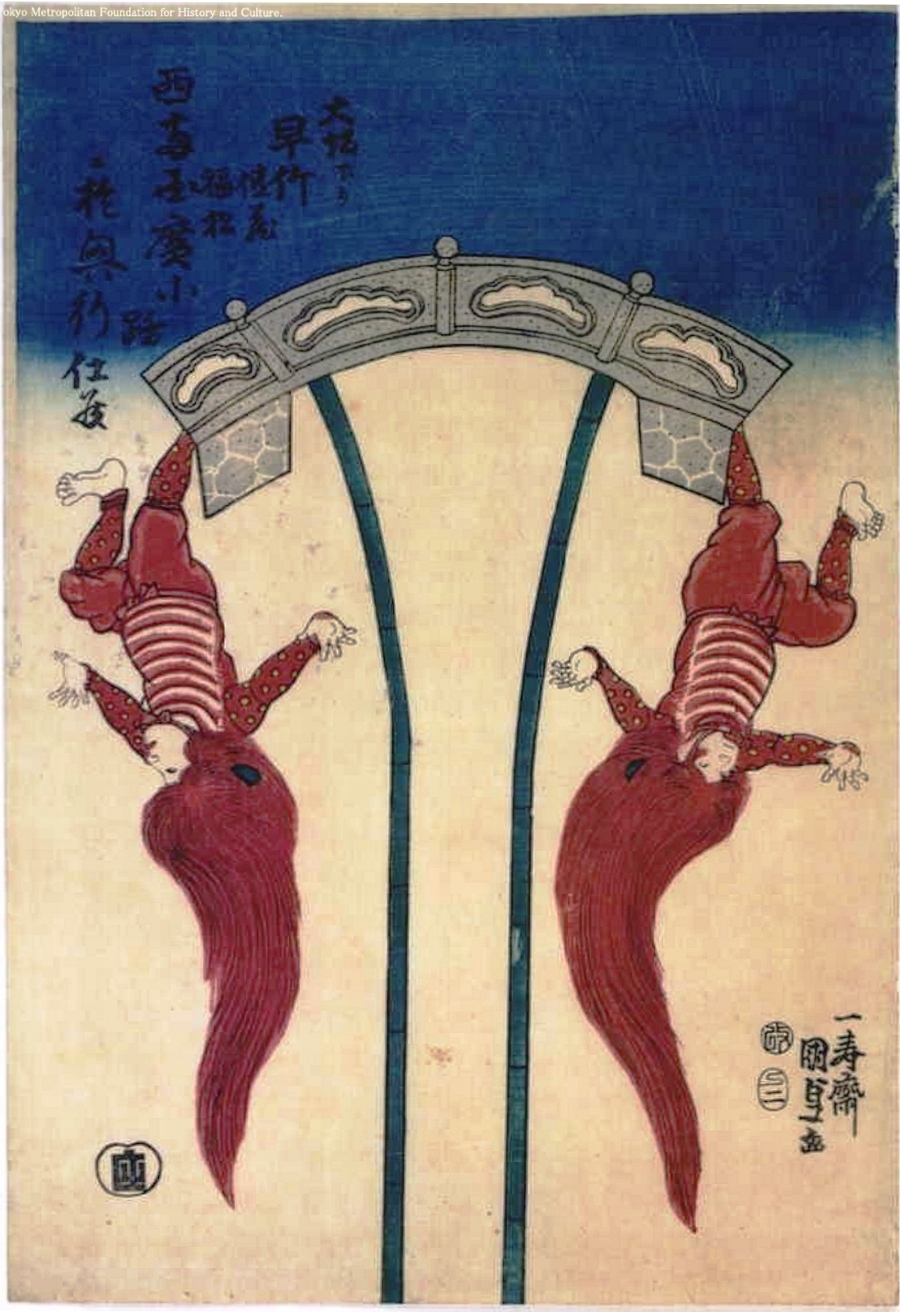

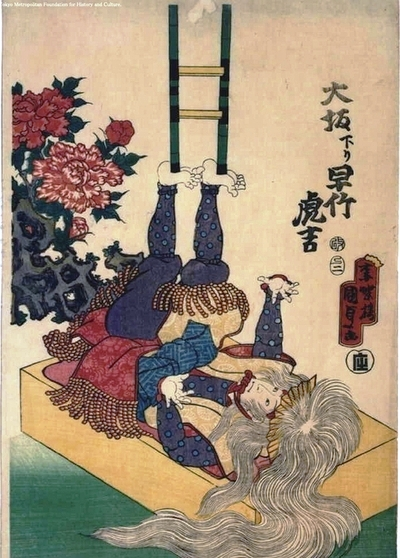
大坂下り 早竹虎吉「石橋」二代目歌川国貞画　1857年

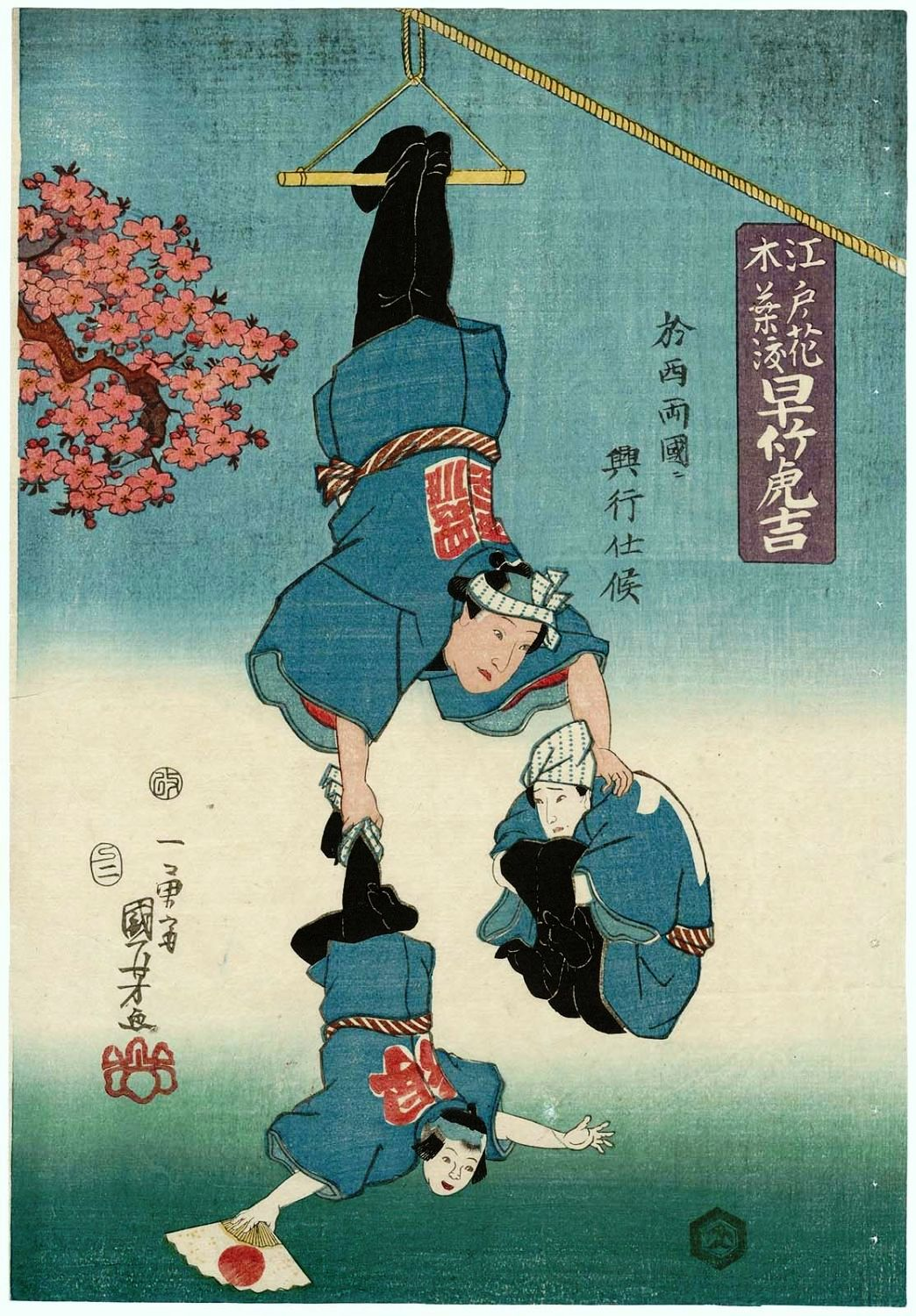
早竹虎吉「江戸の花」歌川国芳画。1857年

早竹 虎吉（はやたけ とらきち、生年未詳 - 慶応4年1月15日（1868年2月8日）は、幕末期の曲芸師、軽業師である。京都生まれ。桜綱駒司（のちの駒寿）とともに幕末の軽業二名人と言われた。

## 人物・生涯
幼少期については、はっきりとした記録が残っていない。寺町誓願寺で軽業渡世に励んだ後、1842年（天保13年）に京都道場の芝居にて軽業。1843年（天保14年）、大坂へ下って興行し、10年以上に渡って活躍した。
1857年（安政4年）正月、江戸に下って両国で興行を始めるや否や、たちまち人気を博すようになった。歌舞伎仕立ての衣装を身にまとい、独楽や手品の手法を取り入れた豪快な舞台を披露。およそ2カ月の間に錦絵30数点が出版され、たちまちのうちに売れたという。曲差し（きょくざし）（竿から手を離して肩だけで支え、三味線を曲弾きするという非常に高度な芸）や石橋（しゃっきょう）（足で長い竿を支え、竿に人や動物を載せる芸）と呼ばれる、長い竿を足や肩で支える曲芸を得意とした。
慶応3年7月25日（1867年8月24日）、約30名の一座を率いて、虎吉は横浜を出発しアメリカに渡航した。翌月にサンフランシスコに上陸。サンフランシスコのメトロポリタン劇場を振り出しに、サクラメントやニューヨーク等アメリカ各地を興行した。
フィラデルフィアのアカデミー・オブ・ミュージックでの興行（慶応3年12月30日（1868年1月24日）終了後、突如体調を崩し、慶応4年1月15日（1868年2月8日）に心臓病で客死した。その数日前より、一座を海外へ連れ出した外国人手配師の契約不履行などを訴え、揉めていたようである。その後、明治7年（1874年）に実弟が二代目早竹虎吉を襲名した。

## 技の例

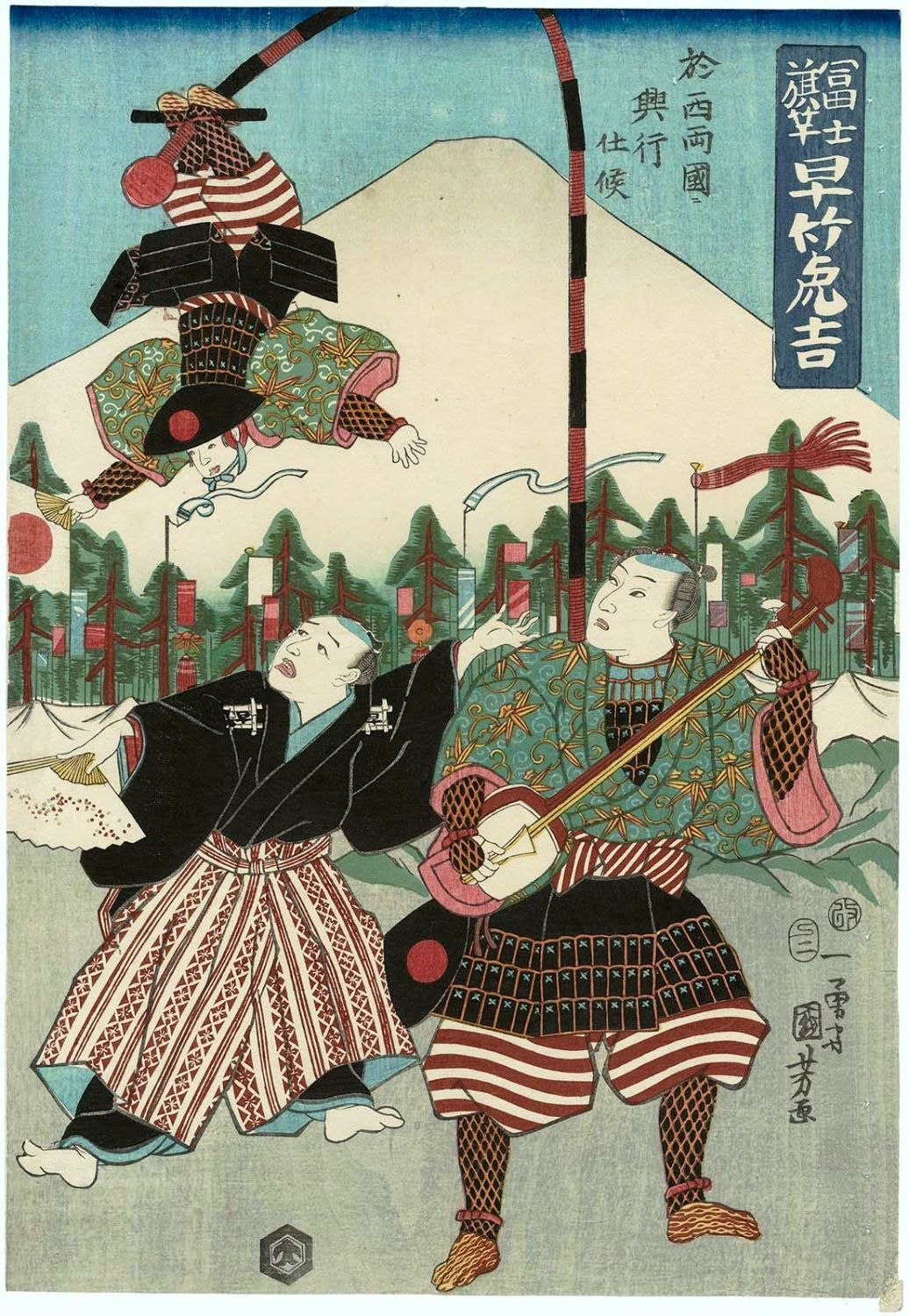
早竹虎吉「富士旗竿」歌川国芳画。1857年
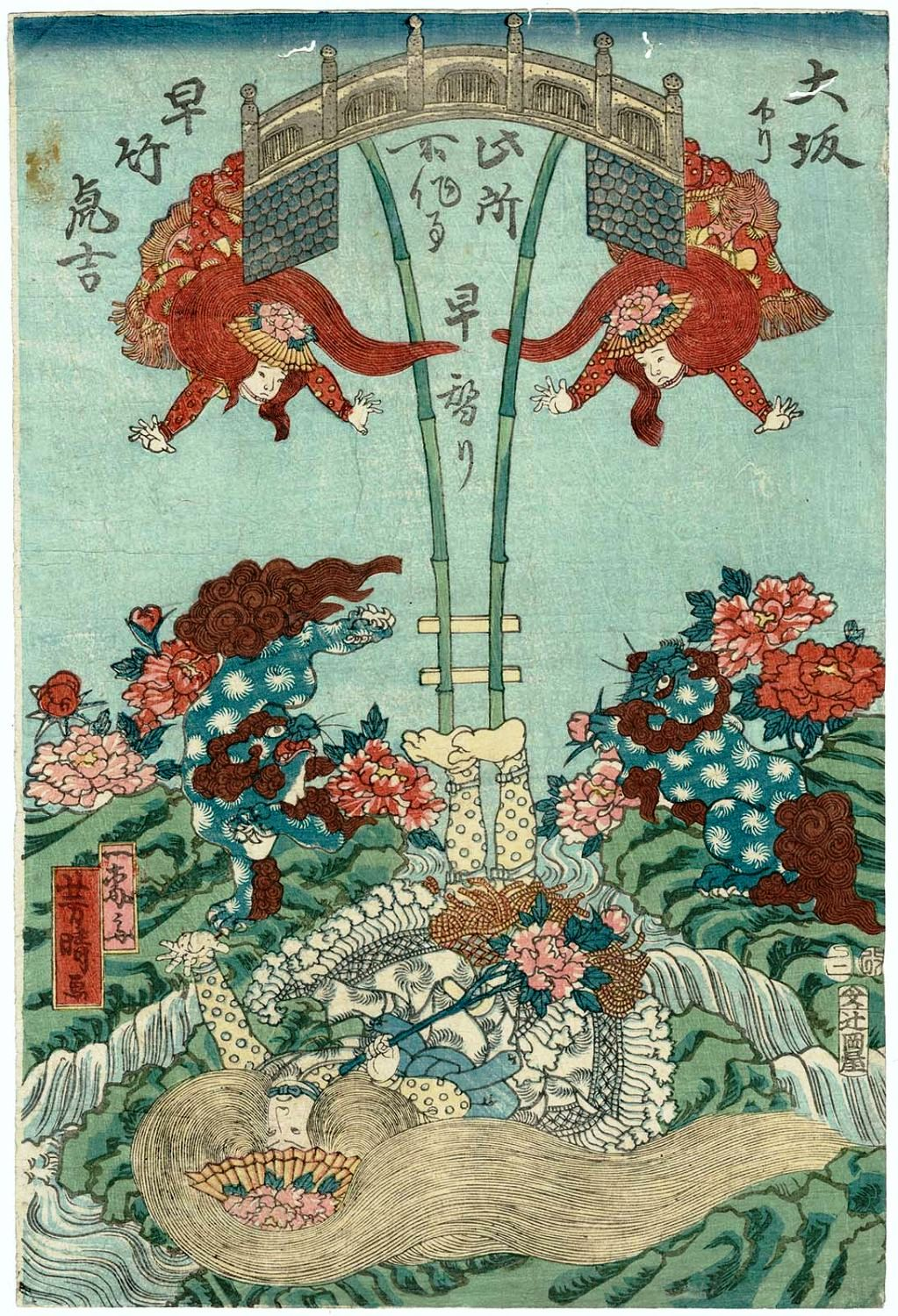
大坂下り 早竹虎吉（石橋の曲）　"此所 所作事 早替り"歌川芳晴　1857年2月